# Ophiopeza
Ophiopeza is een geslacht van slangsterren uit de familie Ophiodermatidae.

## Soorten
- Ophiopeza cylindrica (Hutton, 1872)
- Ophiopeza exilis Koehler, 1905
- Ophiopeza ferrugineum (Boehm, 1889) †
- Ophiopeza kingi Devaney, 1974
- Ophiopeza spinosa (Ljungman, 1867)